# Автостоп (филм)
„Автостоп“ е български игрален филм (мюзикъл) от 1971 година на режисьора Никола Петков, по сценарий на Иван Радоев. Оператор е Младен Колев. Музиката във филма е композирана от Борис Карадимчев.

## Актьорски състав
- Цветана Манева – Момичето
- Николай Узунов – Момчето
- Виолета Павлова – Мацка
- Константин Коцев – Горският, лейди Макбет
- Евстати Стратев – Пътуващ с кола
- Кина Мутафова – Пътуваща с кола
- Юрий Яковлев – Бай Танас
- Николай Бинев – Писателят
- Иван Несторов – шампионът
- Коста Карагеоргиев – Мони
- Васил Михайлов – Пешо
- Иван Цветарски – Пиян
- Владимир Николов – Пиян
- Светослав Пеев – Гошо Тангото
- Димитър Бочев – Свещеникът моторист
- Емилия Димитрова
- Иван Янчев
- Коста Балабанов
- Минко Босев
- Петър Вучков – шофьор на камион